# Redefine
Redefine (в 2007-2019 рр. — Look At Media) —  російський медіахолдинг, який об'єднує видання The Village, Wonderzine, Spletnik.ru, креативне агентство, маркетингове агентство і онлайн-сервіси. Сформувався на основі блогу (пізніше — видання) про вуличну моду (пізніше — про творчі індустрії) Look At Me. У різні роки в рамках холдингу працювали російськомовне видання про підприємництво і англомовне міське видання про Нью-Йорк під брендом Hopes & Fears і журнал для чоловіків Furfur.

## Історія
Майбутні засновники Look At Media Алєксєй Амьотов і Васілій Есманов познайомилися на передачі «Розумники і розумниці» і разом вчилися в МДІМВ. Есманов встиг попрацювати в РІА «Новини» і глянцевих виданнях, Амьотов — у газеті «Газета», російському Newsweek і Forbes, але втратив інтерес до традиційних медіа після вбивства Пола Хлєбнікова. У 2006 році Есманов запросив Амьотова розвивати блог про вуличну моду Look At Me. З третьою засновницею — Єкатєріною Базілєвскою, директоркою рекламного агентства «Кислород», Амьотов познайомився, займаючись вебдизайном. Вона допомогла з продажем реклами і незабаром повністю перейшла в проєкт. Четвертим і п'ятим партнерами стали Антон Ґладкобородов і Кірілл Тен з вебстудії Nimbler, які взяли на себе технічну сторону проєкту. У запуск видання засновники вклали по 5 тисяч доларів. Восени 2007 р. Look At Me був перезапущений як журнал з функціями соціальної мережі.
Поступово у Look At Me з'явилася редакція. Під час кризи 2008 року Look At Me зміг вирости за рахунок залучення журналістів з інших видань. Ґладкобородов і Тен розійшлися з іншими засновниками в питаннях розвитку проєкту. Відтак компанія почала розширюватися: після невдалої спроби купити у «Афіші» журнал «Большой город» холдинг запустив власну міську газету The Village, яка писала про Москву, «якою вона повинна бути». Запуск підштовхнула трагедія в московському метро в березні 2010 року: для її висвітлення The Village вів одну з найперших онлайн-трансляцій у російських медіа, яка об'єднувала інформацію з різних джерел. У 2012 р. Look At Media запустив чоловіче видання Furfur і інтернет-журнал про підприємництво Hopes & Fears під керівництвом Ніколая Кононова, а в 2013 р. почав працювати жіночий журнал Wonderzine. Всі видання холдингу були орієнтовані на молоду аудиторію до 35 років. Витрати на кожне видання в компанії оцінювали в 10-15 млн рублів на рік.
На тлі кризи, що послідувала за анексією Криму в 2014 р., у Look At Media почалися проблеми з рекламними контрактами, які особливо сильно вдарили по Hopes & Fears, Furfur і Wonderzine. Холдинг планував об'єднати Look At Me, Hopes & Fears і The Village в одне видання, але обмежився формуванням об'єднаної редакції. Незабаром компанію покинула частина редакторів: Кононов із командою пішов перезапускати «Секрет фирмы», головний редактор Look At Me Данііл Трабун перейшов в «Афішу». Компанія зіткнулася з фінансовими труднощами, затримувала зарплату і гонорари позаштатними співробітникам, деякі з яких винесли конфлікт в публічну площину. У квітні 2015 р. податкова зажадала визнати Look At Media банкрутом через заборгованість щодо податків і страхових виплат, які компанія змогла погасити за рахунок позикових коштів. У лютому 2015 р. Look At Media вийшов на іноземну аудиторію, запустивши американський Hopes & Fears, але через валютної різниці поніс збитки і закрив проєкт у січні 2016 р. Есманов розчарувався в своїх медійних проєктах і покинув компанію, зберігши за собою частку в бізнесі.
У 2014 р. на тлі падіння рекламних доходів Look At Media виділив відділ розробки в окрему компанію, яка зайнялася інструментами для роботи з контентом. Був створений Grid, пізніше перейменований в Setka. Проєкт привернув увагу під час запуску американського Hopes & Fears і зацікавив представників американських медіа. У 2015 р. Setka стала окремою компанією, а восени 2016 р. була зареєстрована в штаті Делавер. Влітку 2017 р. проєкт потрапив у бізнес-акселератор Friends of eBay як AdTec. Setka дозволила диверсифікувати джерела доходу і вирівняти фінансове становище. У 2015 р. Поліна Дерипаска, знайома з засновниками Look At Media, запропонувала інвестувати в холдинг. У січні 2016 р. її Forward Media Group придбала частку в компанії LAM Publishing, яка видає Wonderzine і The Village і володіє ліцензіями на Furfur і Look At Me. У вересні 2017 р. власні медіа Look At Media і Spletnik.ru, що належав Дерипасці, були об'єднані під брендом Look At Media.
У червні 2019 р. Look At Media провів ребрендинг і отримав назву Redefine. Всі проєкти були передані під управління єдиної юридичної особи. Під новою назвою компанія на додаток до видавничої діяльності почала займатися подієвим маркетингом, консалтингом, дослідженнями та ін. На початку 2020 р. у структурі Redefine запрацювала лабораторія подієвого маркетингу Event Lab, а з квітня — креативне агентство Redefine Creative.

## Проєкти
- Look At Me: З 2005 р. — блог, потім видання про вуличну моду, з 2013 — видання про творчі індустрії. Заморожено в грудні 2015 р.[1]
- The Village: Видання про місто, запущене в 2010 р., спочатку присвячене Москві. У регіонах і інших країнах розвивається по франшизі, яка включає бренд, платформу для управління контентом і допомогу в продажу реклами. Регіональні The Village працюють в Іркутську, Владивостоку, Нижньому Новгороді і ряді міст чорноморського узбережжя Росії, об'єднаних в рамках одного видання. Зарубіжні The Village працюють в Україні[4], Білорусі та Казахстані.
- Furfur: Журнал про чоловіків, запущений у січні 2011 р.[5] У 2014 р. Furfur радикально змінив концепцію, а також вебадресу. Він перетворився в молодіжне видання про андеграундну й неформальну культури, соціальні проблеми та секс[6], нерідко публікував статті про цензуру, наркотики і ЛГБТ. Заморожений на початку 2017 р.[7]
- Wonderzine: Видання про життя сучасних жінок, запущене в 2013 р.[8] Видання працює також в Україні[9].
- Hopes & Fears (Росія): Блог про підприємців на The Village, виділений в окреме видання в 2012 р .[10] Закрито як самостійний проєкт в 2014 р. і інтегровано в The Village як розділ «Бізнес»[11].
- Hopes & Fears (США): Видання про життя Нью-Йорка на англійській мові. Запущено в лютому 2015 р.[12] Заморожено в січні 2016 р.[13]
- Setka: Платформа для управління контентом, виділена в окрему компанію в 2015 р. Розвиває редактор для контент-проєктів Setka Editor, сервіс для текстових онлайн-трансляцій Setka Stream, інструмент для командної роботи Setka Workflow і систему управління контентом Setka CMS[14].

## Економіка
Спочатку основним джерелом доходу Look At Media була банерна реклама. Почигнаючи з 2008 р., компанія почала запускати на своїх майданчиках рекламні спецпроєкти, з 2010 р. — нативну рекламу. На 2017 р. спецпроєкти приносили холдингу близько 50 % виторгу. Спеціальні проєкти принесли холдингу кілька рекламних нагород: бронзового лева Каннського фестивалю за кампанію «Захисти амурського тигра» для Всесвітнього фонду захисту природи в 2011 р. (спільно з Leo Burnett) і золотого лева за мобільний додаток Parking Douche в 2012, D&AD, Golden Drum, Epica та ін.. У зведеному рейтингу Асоціації Комунікаційних Агентств Росії за 2008-2012 роки компанія займала 7 місце.